# Neobisium minimum
Espèce
Synonymes
- Obisium muscorum minimum Beier, 1928

Neobisium minimum est une espèce de pseudoscorpions de la famille des Neobisiidae.

## Distribution
Cette espèce se rencontre en Slovénie, en Autriche, en Italie, en France et en Roumanie.

## Systématique et taxinomie
Cette espèce a été décrite sous le protonyme Obisium muscorum minimum par Beier en 1928.Elle suit son espèce dans le genre Neobisium en 1932. Elle est élevée au rang d'espèce par Mahnert en 1988.

## Publication originale
- Beier, 1928 : Die Pseudoskorpione des Wiener Naturhistorischen Museums. I. Hemictenodactyli. Annalen des Naturhistorischen Museums in Wien, vol. 42, p. 285-314 (texte intégral).